# ایفاسینا III
ایفاسینا III (به لاتین: Ifasina III) یک منطقهٔ مسکونی در ماداگاسکار است که در آتسینانانا واقع شده‌است. ایفاسینا III ۲٬۹۱۰ نفر جمعیت دارد.